# Carl Schwencke

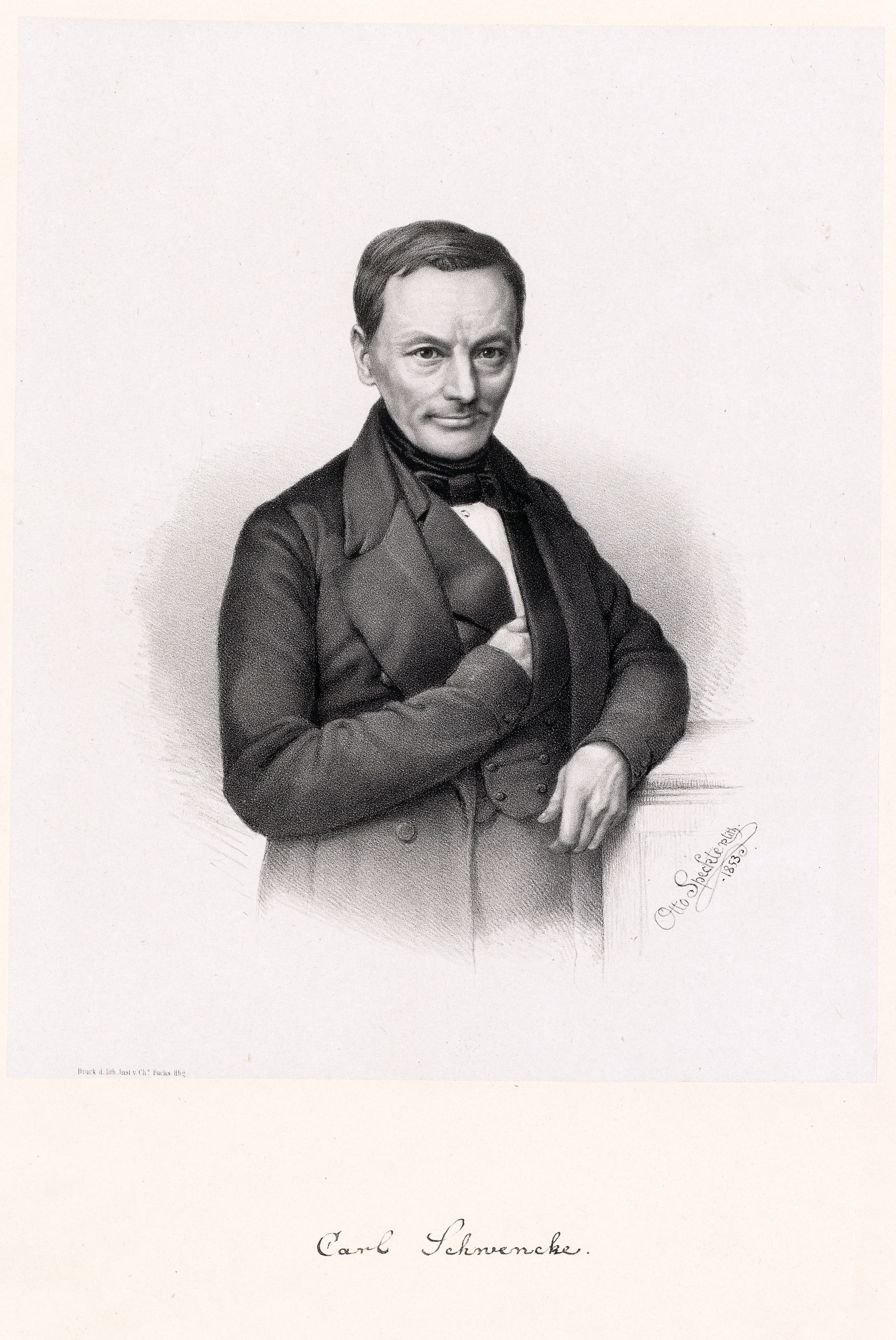
Carl Schwencke, Lithographie von Otto Speckter (1853)

Carl Schwencke, auch Karl Schwencke, Charles Schwencke (* 7. März 1797 in Hamburg; † vermutlich 7. Januar 1870 in Nussdorf (Wien)) war ein deutscher Musiker und Komponist.

## Leben
Carl Schwencke gehörte einer Familie von Musikern an, die das musikalische Leben Hamburgs über vier Generationen prägte. Er war ein Sohn von Christian Friedrich Gottlieb Schwencke, sein älterer Bruder Johann Friedrich (1792–1852) war Komponist und Organist in Hamburg. Carl besuchte die Gelehrtenschule des Johanneums und erhielt Theorie- und Kompositionsunterricht bei seinem Vater sowie Unterricht in Violoncello und Klavier bei verschiedenen Kollegen und Schülern des Vaters. Insbesondere auf dem Klavier erlangte er besondere Virtuosität. Seine erste gedruckte Komposition, Sechs Gedichte von Theodor Körner, erschien in Hamburg und Kopenhagen um 1825.
Mit 19 Jahren verließ Schwencke Hamburg. Er unternahm Konzertreisen als Pianist in Deutschland, Frankreich, Österreich und Nordeuropa. An wechselnden Orten war er auch als Lehrer tätig. In Stockholm, wo er seit 1816 mehrfach eine Zeitlang lebte, wurde er 1833 in die Königlich Schwedische Musikakademie aufgenommen. 1834 begleitete er Fredrik Pacius nach Finnland, blieb aber auch dort nicht lange.
Zu Lebzeiten war Schwencke ziemlich bekannt. Vermutlich 1821 trat er mit Ludwig van Beethoven brieflich in Kontakt; 1824 lernte er ihn auch persönlich kennen. Beethoven widmete ihm den humorvollen Kanon Schwenke dich ohne Schwänke. Für einige Zeit war Schwencke Pianist bei Nikolai Borissowitsch Golizyn auf dessen Landgut; Golizyn soll Schwencke Beethovens Originalkorrespondenz mit ihm anvertraut haben. Schwenckes Messe wurde in Paris im Beisein Luigi Cherubinis aufgeführt, und Hector Berlioz würdigte seine 1842 und 1843 in Paris aufgeführte Sinfonie in D. Als diese 1878 noch einmal in Hamburg aufgeführt wurde, erweckte sie jedoch, wie der ungenannte Rezensent bemerkte, „nur kleines Interesse. Der Gedankeninhalt ist in keiner Beziehung hervorragend, wie denn Carl Schwencke sich in seinen übrigen Arbeiten, in seinen zahlreichen Clavier- und Gesangssachen, nicht als sehr talentbegabt gezeigt hat.“
Vor allem seine Salonmusik-Werke, in denen er häufig populäre Opernthemen für Klavier oder Kammermusikensemble arrangierte, blieben jedoch für pädagogische Zwecke und zur Hausmusik äußerst beliebt.
Seine Todesumstände liegen im Dunkeln. Er verschwand im Januar 1870, alle Nachforschungen blieben ohne Ergebnis. Sein Neffe, der Organist Friedrich Gottlieb Schwencke (1823–1896), publizierte 1884/85 Schwenckes Erinnerungen in der Zeitung Hamburgischer Correspondent. 1903 erschienen sie als Teil der Reihe Hamburger Liebhaberbibliothek, herausgegeben von Alfred Lichtwark.

## Werke
- Trois Amusemens Pour le Piano-Forte à quatre mains. Leipzig: Breitkopf & Härtel [ca. 1827]
- Trois Pièces pour le Pianoforte composées & dédiées à Monsieur J. N. Hummel Maître de Chapelle de S.A.R. le Grand Duc de Saxe-Weimar; Oeuv. 15. Leipzig: Breitkopf [ca. 1828]
- Lieder: Zur Bewillkomnung des Biedermanns Struck, An Lina, Canon für 6 Stimmen, Six Divertissements en etudes; No. 1. [S.l.], [ca. 1830]
- Six Marches Pour le Pianoforte à Six Mains. Hamburg: Cranz [ca. 1830]
- Les Bijoux. Quatre Mélodies favorites variées pour le Piano-Forte et dédiées à Medemoiselle Emilie Dannenberg; Op. 28, Liv. 1. Leipzig: Peters [ca. 1832]
- Trois Quatuors concertants p. 2 Violons, Alte et Vclle.; Oeuv. 29. Paris: A. Farrenc [1830/31] (HMB.)
- Divertissement pour piano et violon concertants: sur des motifs favoris de Robert le diable de Meyerbeer; op. 30. Berlin: Schlesinger [ca. 1833] (Digitalisat)
- Fantaisie pour piano et violon concertans: sur des motifs de Ludovic d'Herold et d'Halevy; op. 40. Paris [u. a.]: Schlesinger [ca. 1834] (Digitalisat)
- Trois Morceaux de Salon pour le Piano: Oeuv. 65. Braunschweig: Meyer; London: Ewer [ca. 1840]
- Trois petites pièces pour le pianoforte à quatre mains. Hamburg: Cranz [ca. 1840] (Digitalisat)
- Première Fantaisie concertante pour piano et violoncelle ou violon: sur des airs russes; oeuv. 33. Paris: Farrenc [ca. 1840] (Digitalisat)
- Deuxième Fantaisie concertante pour piano et violoncelle ou violon: sur des airs russes; op: 34. Paris: Farrenc [ca. 1840] (Digitalisat)
- Troisième Fantaisie concertante pour piano et violoncelle ou violon: sur des airs russes; op. 35. Paris: Farrenc [ca. 1840] (Digitalisat)
- (posthum) Erinnerungen. Als Manuskript gedruckt. Hamburg: Lütcke & Wulff 1901 (Digitalisat)